# 四塊厝 (臺中市清水區)
四塊厝，是臺灣臺中市清水區的一個傳統地域名稱，位於該區西部。相較於今日行政區，其範圍大致包括裕嘉里、臨江里、高南里南端、海濱里東北端。

## 歷史
台灣清治末期，四塊厝地區為一街庄，稱為「四塊厝庄」，隸屬於大肚上堡。該庄昔日西臨台灣海峽，北與高美庄為鄰，東與三塊厝庄、田藔庄為鄰，南邊為秀水庄。。
1901年（日明治三十四年）11月，全台廢縣廳改設二十廳，該庄隸屬於臺中廳。1903年（明治三十六年）6月，該庄編入「四塊厝區」，仍隸屬於臺中廳。1909年（明治四十二年）10月，全台二十廳合併為十二廳，四塊厝區隸屬不變。1920年（大正九年），全台地方制度大改正，該庄改制為「四塊厝」大字，隸屬於臺中州大甲郡清水街。
戰後清水街改制為清水鎮，隸屬於臺中縣，大字亦改制為里。1950年10月，中、彰、投分治，清水鎮隸屬不變。2010年12月，隨著臺中縣、市合併為直轄臺中市，清水鎮改制為清水區。

## 聚落
本地區發展較早的聚落為四塊厝，在日治期初期的官方地圖上已有記載。此外，本地區尚有田寮仔、甲七、鎮平莊等聚落。

## 交通
省道台17線又稱「西部濱海公路」，是臺中市清水區甲南至屏東縣枋寮鄉水底寮的幹道，大致以東北東－西南西走向經過四塊厝地區北部及西部邊界地帶。由該道路向東北東可前往三塊厝的甲南並止於省道台1線路口，向西南西轉南南西可前往梧棲、龍井、伸港、線西等地。
省道台61線又稱「西部濱海快速公路」，是新北市八里至臺南市安南的快速公路，大致以北北東－南南西走向經過本地區西部，由此可快速前往台灣西部海岸各地。
區道中49線（高美路）是高北至清水的道路，大致以北偏東—南偏西走向轉西北西—東南東走向經過本地區東北部。由該道路向北偏東轉北北西可前往高美並止於其西北部王厝聚落北側區道中48線路口，向東南東轉東南可前往三塊厝西南端、田寮並止於其南部近邊界地帶的省道台10乙線路口。
區道中59線（高美路、中央路）是菁埔至海埔子的道路，大致以東南東—西北西由本地區東部邊界與區道中49線共線入境，至中央路轉北北東—南南西走向蜿蜒而行並於本地區南部邊界出境。由該道路向東南東轉東北可前往三塊厝並止省道台1線路口，向南南西可前往秀水、秀水與大槺榔交界地帶、大槺榔與社口交界地帶、南簡、大庄、鴨母寮、三塊厝、福頭崙東南部的田尾厝並止於區道中62線路口。